# 当涂青山

当涂青山，又名大青山，位于安徽省马鞍山市当涂县境内，主峰海拔372米。青山现已开发成旅游风景区，唐代诗人李白的衣冠冢在此。李白墓前伫立一块石碑，上刻“唐名贤李太白之墓”。除李白墓之外还有白云寺，巢云亭，明代琉璃瓦窑址等诸多古迹。